# Muitos Homens Num Só
Muitos Homens Num Só é um filme de drama romântico brasileiro de 2015, dirigido por Mini Kerti, a partir de um roteiro de Leandro Assis e Nina Crintz. Produzido por Mina Kerti e Flávio Ramos Tambellini, o filme é inspirado na obra do cronista João do Rio e conta a história baseada na vida real de um golpista brasileiro do início do século XX, interpretado por Vladimir Brichta. Conta ainda com Alice Braga, Pedro Brício, Caio Blat, Silvio Guindane e Alice Assef nos demais personagens.
O filme estreou no Cine PE - Festival do Audiovisual em 1 de maio de 2014 e foi lançado no Brasil a partir de 25 de junho de 2015 pela Downtown Filmes. O filme foi recebido com avaliações mistas por parte dos críticos que, em geral, elogiaram a produção, fotografia e atuações, mas fizeram críticas ao roteiro. Sua exibição nos cinemas foi limitada a poucas sessões e a receita total do filme de R$ 45.857,25.

## Sinopse
Dr. Antônio (Vladimir Brichta) leva sua vida se hospedando nos melhores hotéis da cidade para realizar pequenos furtos dos pertences de hóspedes. Um dia sua vida muda completamente ao conhecer Eva (Alice Braga), uma mulher casada e com forte talento para desenhar. Seu marido, Jorge (Pedro Brício), é um homem ganancioso que não se atenta muito aos interesses e desejos de sua esposa. Enquanto isso, o diretor do recém-inaugurado "Gabinete de Identificação", Félix Pacheco (Caio Blat), está decidido a acabar com a ação de Antônio por meio de uma técnica que identifica impressões digitais.

## Elenco
- Vladimir Brichta como Artur Antunes Maciel "Dr. Antônio"
- Alice Braga como Eva Pereira
- Pedro Brício como Jorge Pereira
- Caio Blat como Félix Pacheco
- Silvio Guindane como Barreto
- Luiz Carlos Miele como Barão de Rovendano
- Cesar Troncoso como Miguel Vellez
- Alice Assef como Adriana
- Roberto Birindelli como João Duarte
- Bruna Griphao como Maria Duarte
- Hamilton Vaz Pereira como Dr. Emilio
- Alejandro Claveaux como Geraldo
- Cassio Pandolfi como policial de rua
- César Mello como funcionário do Hotel Santa Luzia
- Ed Oliveira como Madruga
- Rafael Sieg como Espetador
- Rodrigo Rangel como homem no Hotel Santa Luzia
- Carol Fazu como hóspede do Hotel dos Estrangeiros
- Julia Sabugosa como mulher no restaurante Santa
- Billly Blanco Jr. como gerente do Hotel Vitória

## Produção
O filme é baseado em fatos reais e também em vários personagens da obra do cronista e jornalista João do Rio, pseudônimo de Paulo Barreto, em especial, do romance Memórias de um Rato de Hotel. Esse romance conta a história de vida do golpista Artur Antunes Maciel, que no filme é representado pelo personagem Dr. Antônio e intepretado por Vladimir Brichta.

## Lançamento
O filme fez sua estreia durante a edição de 2014 do Cine PE - Festival do Audiovisual, em Pernambuco, sendo exibido na mostra competitiva, onde se saiu o grande vencedor da cerimônia de premiação com 10 estatuetas. Também fez parte da seleção oficial da 38ª Mostra Internacional de Cinema de São Paulo. Foi lançado no circuito comercial a partir de 25 de junho de 2015 com distribuição da Downtown Filmes.

## Recepção

### Bilheteria
O filme foi distribuído em apenas 12 salas de cinema, registrando um público de 2.836 espectadores. Segundo dados da Ancine, o valor total da receita gerada pela exibição do filme foi de aproximadamente R$ 45.857,25.

### Crítica

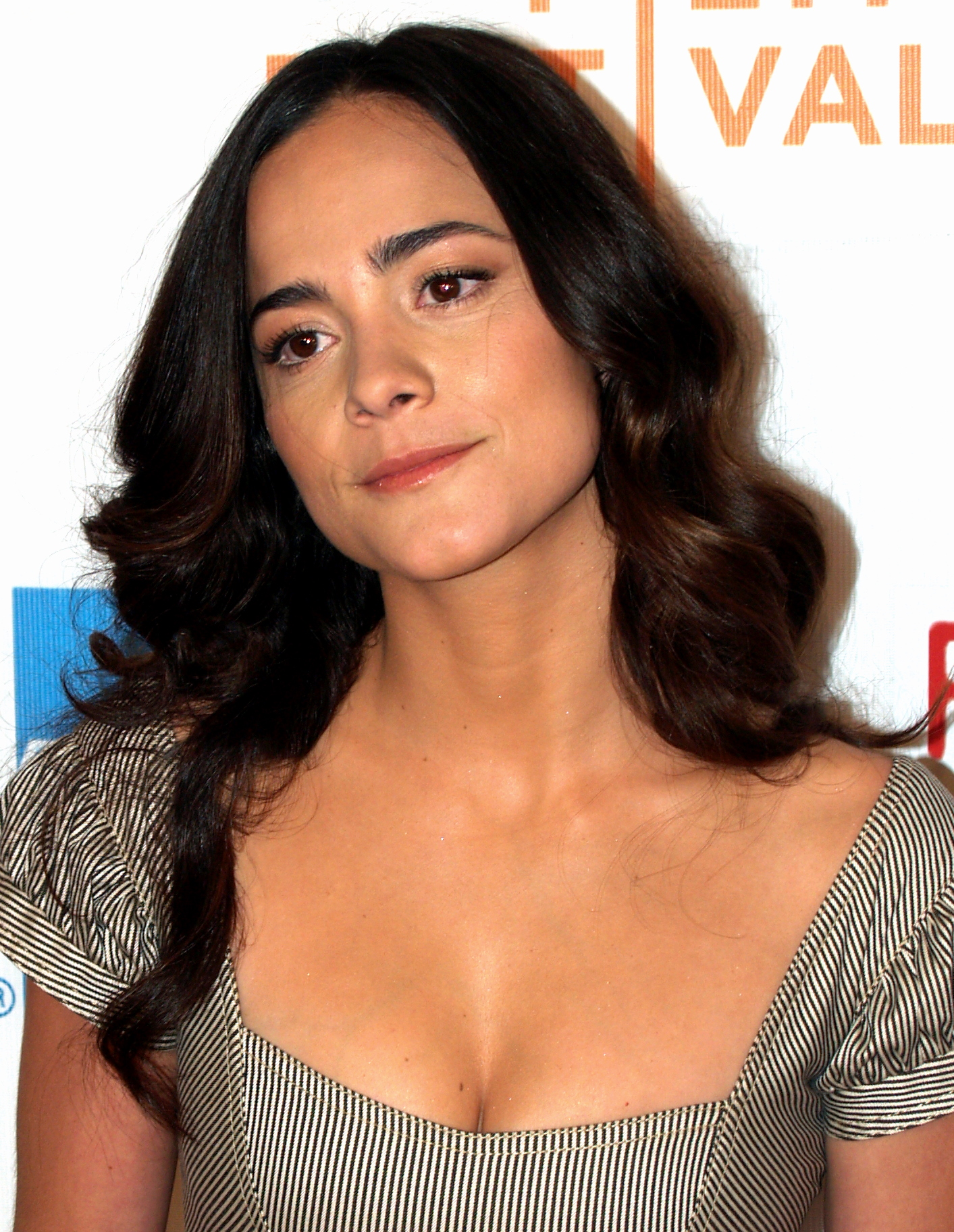
O desempenho de Alice Braga foi elogiado pela crítica e ela foi indicada pela Academia Brasileira de Cinema ao Grande Otelo de Melhor Atriz em 2016.

Muitos Homens Num Só foi recebido com críticas mistas por parte dos especialistas. Emmanuela Oliveira, do site Almanaque Virtual, escreveu: "Com narrativa convencional, mas sem amarras que cerceiam a ousadia, o filme dá até chance a uma sequência que bebe na fonte do onirismo, instigando o espectador a questionar, em determinado momento, a realidade pura dos fatos." Do Papo de Cinema, Robledo Milani disse: "O resultado, bonito de se ver e fácil de se acompanhar, parece apontar para um caminho que o cinema brasileiro merece, de fato, se arriscar."
Daniel Schenker, em sua crítica ao jornal O Globo, escreveu: "Reúne boas falas, oportunas referências, aprazível passeio pelo Rio de Janeiro do início do século XX, trilha sonora que imprime atmosfera e ótima atuação de Alice Braga. O resultado, sem dúvida, é agradável, dotado de inegável padrão profissional. Mas talvez não sobreviva durante muito tempo na memória." Já Raphael Camacho, do site CinePop, disse: "Contando com uma direção que possui bons momentos, um roteiro que deixar a desejar principalmente quando resolve preencher as lacunas investigativas que a história pede [...], Muitos Homens num Só comete um pecado capital: se perde em seu caminho que tinha tudo para ser vitorioso."

### Prêmios e indicações
| Ano  | Assossiações                       | Categoria                   | Recipiente(s)    | Resultado |
| ---- | ---------------------------------- | --------------------------- | ---------------- | --------- |
| 2014 | Cine PE - Festival do Audiovisual  | Melhor Filme                | Melhor Filme     | Venceu    |
| 2014 | Cine PE - Festival do Audiovisual  | Melhor Filme (voto público) |                  | Venceu    |
| 2014 | Cine PE - Festival do Audiovisual  | Melhor Diretor              | Mini Kerti       | Venceu    |
| 2014 | Cine PE - Festival do Audiovisual  | Melhor Atriz                | Alice Braga      | Venceu    |
| 2014 | Cine PE - Festival do Audiovisual  | Melhor Ator                 | Vladimir Brichta | Venceu    |
| 2014 | Cine PE - Festival do Audiovisual  | Melhor Ator Coadjuvante     | Pedro Brício     | Venceu    |
| 2014 | Cine PE - Festival do Audiovisual  | Melhor Roteiro              | Leandro Assis    | Venceu    |
| 2014 | Cine PE - Festival do Audiovisual  | Melhor Trilha Sonora        | Dado Villa-Lobos | Venceu    |
| 2014 | Cine PE - Festival do Audiovisual  | Melhor Direção de Arte      | Kiki Duarte      | Venceu    |
| 2014 | Cine PE - Festival do Audiovisual  | Melhor Edição de Som        | Tomas Alem       | Venceu    |
| 2016 | Grande Prêmio do Cinema Brasileiro | Melhor Atriz                | Alice Braga      | Indicada  |